# Hermann von Beisler

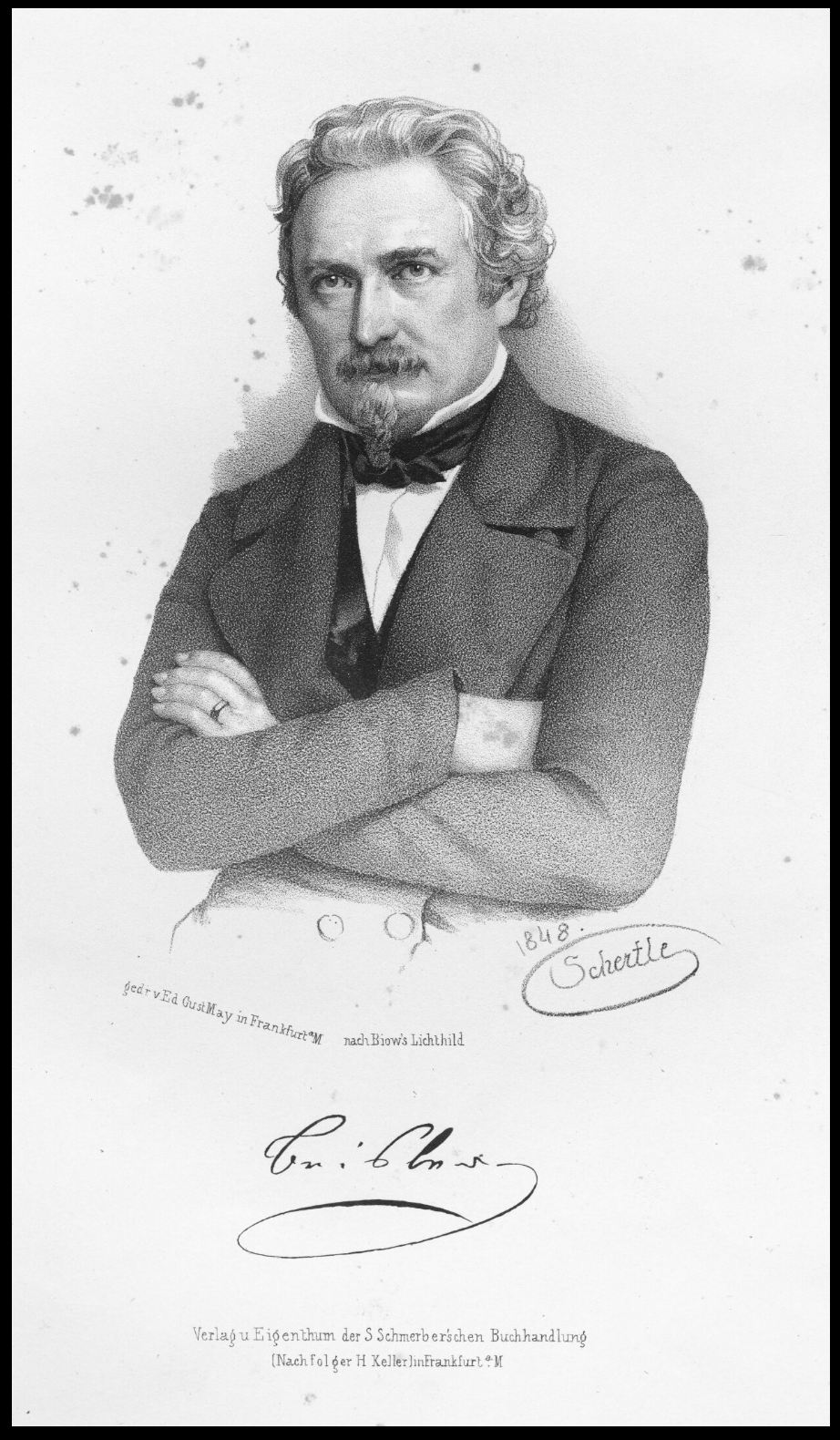
Hermann von Beisler

Hermann Ritter von Beisler (* 21. März 1790 in Bensheim (damals Kurmainz); † 15. Oktober 1859 in München) war ein deutscher Verwaltungsjurist im Königreich Bayern. Als liberaler und antiklerikaler Rheinländer hatte er bei den konservativen Altbayern einen schweren Stand.

## Leben
Beisler trat 1807 in die Bayerische Armee ein. In Frankfurt am Main war er Verbindungsmann zwischen der bayerischen Gesandtschaft und dem Militärausschuss des Bundestages (Deutscher Bund). Für den bayerischen Gesandten Adam von Aretin erstellte er ein Gutachten zur Lage Bayerns nach den Karlsbader Beschlüssen. Er wechselte 1821 aus dem Militärdienst in die innere Verwaltung des Königreichs und kam ab 1823 als Regierungsrat nach Ansbach, Passau, Augsburg und Regensburg. 1833 wurde er Regierungspräsident in Niederbayern.
Indem er sich für die verfassungsmäßigen Rechte der Protestanten einsetzte, geriet er in Auseinandersetzungen mit Heinrich von Hofstätter. Der Innenminister Karl von Abel stand zum Bischof von Passau und stellte Beisler durch Ernennung zum Präsidenten des Kgl. Bayerischen Obersten Rechnungshofes ins Abseits. Wegen seines liberalen Rufes wurde v. Beisler 1847 im Ministerium Wallerstein Verweser des Justizministeriums. Nach der Thronbesteigung von Maximilian II. Joseph war er kurzzeitig Kultusminister.
Für den 3. Wahlkreis Oberbayern in Erding kam v. Beisler am 29. Mai 1848 als Abgeordneter in die  Frankfurter Nationalversammlung (Fraktion: Café Milani). Dort vertrat er den Föderalismus und die großdeutsche Richtung. Noch 1848 zum bayerischen Innenminister ernannt, sperrte er sich gegen die Einführung der Paulskirchenverfassung. Dadurch in Konflikt mit der Kammer der Abgeordneten (Bayern) geraten, zog er sich aus der bayerischen Politik zurück. Aus der Nationalversammlung schied er am 7. Mai 1849 aus.

## Familie
Beislers Vater war der Kurmainzische Vogt in Bensheim Jakob Anton Beisler. Die Mutter war Catharina Franziska Beisler (geb. Schaidel), die der Vater am 16.10.1783 in Bensheim geehelicht hatte. Hermann Beisler selbst heiratete am 22.4.1822 Theresia Canisius (* 1.8.1794 in Nordenbeck; † 15.6.1849 in München). Nachkommen sind:
- Marie Beisler; 27.1.1825 (Ansbach) – 29.10.1872 (München)
- Anna Beisler; 20.9.1826 (Passau) – 14.1.1882 (München), verheiratete Ehlinger
- Hermann Beisler, geboren am 25.10.1827 in Augsburg, der Bezirksamtmann in Neuburg an der Donau wurde. Er heiratete Emilie Zottmayr (* 28.7.1829 in München – † 20.9.1888 in Bergen) und starb selbst am 8.12.1895 in Regensburg[4][5].

Hermann Beisler starb 1859 im Alter von 69 Jahren in München.

## Grabstätte

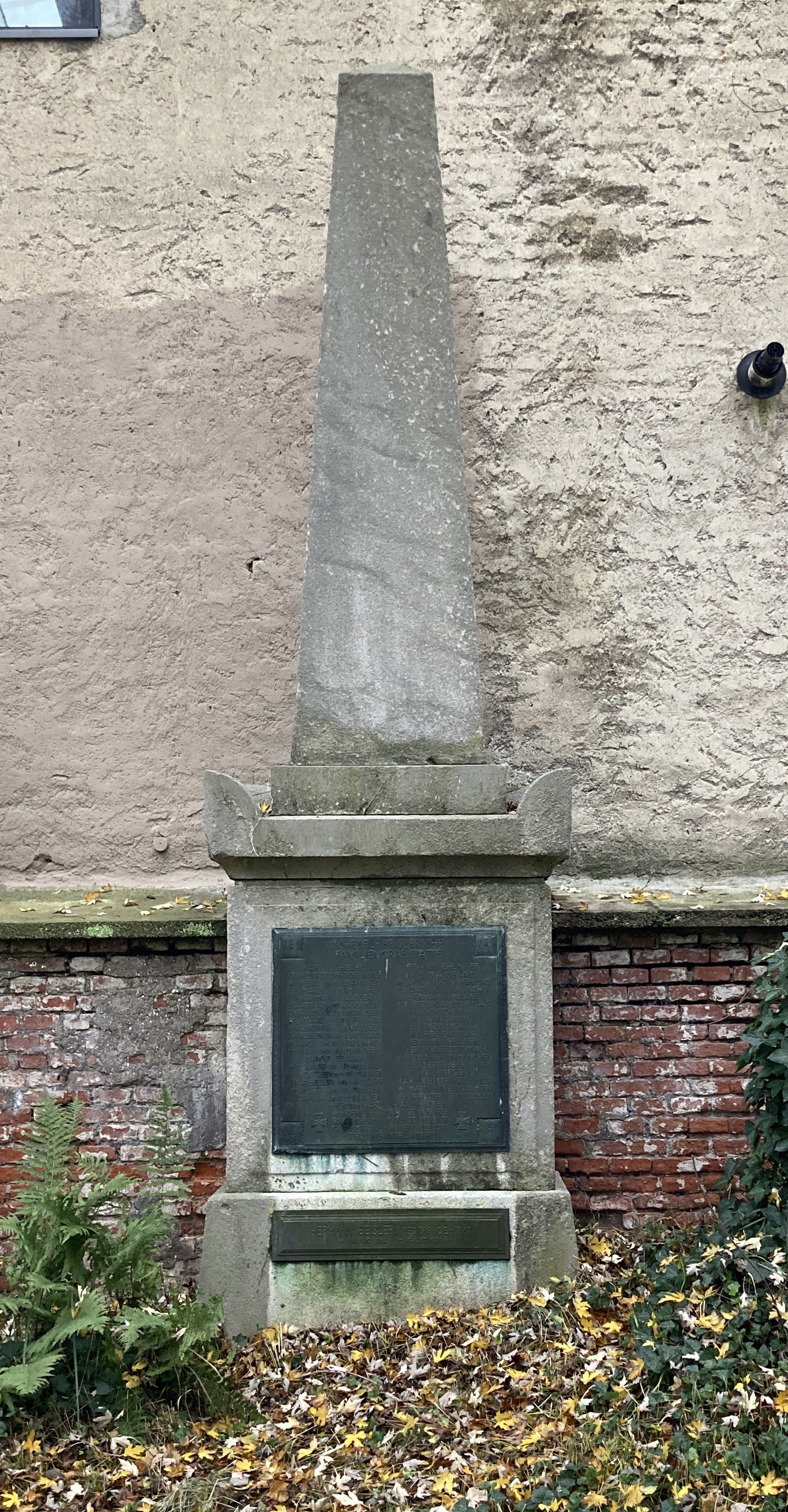
Grab von Hermann Beisler auf dem Alten Südlichen Friedhof in München

Die Grabstätte von Hermann Beisler befindet sich auf dem Alten Südlichen Friedhof in München (Mauer Links Platz 88/89 bei Gräberfeld 3) Standort.
In dem Grab liegen auch seine Frau Franziska Beisler, sowie seine Kinder Marie, Anna, Hermann sowie einige weitere direkte und angeheiratete Nachkommen.

## Isaria
Als Präsident des Rechnungshofes trug v. Beisler dazu bei, dass das Corps Isaria II – seit 8. August 1844 wie Isaria I als Sezession aus der Bavaria bestehend – nach mindestens sechs vergeblichen Gesuchen am 2. Mai 1847 königlich sanktioniert wurde. Wie in den Kösener Corpslisten unter 1847 korrekt eingetragen, wurde er dafür Isarias Ehrenphilister und Bandträger. Beislers gleichnamiger (nicht geadelter) Sohn war vor ihm aktiv geworden.
Auf ihren Antrag vom 21. Mai 1871 genehmigte der SC zu München der Isaria die Rückdatierung auf das Stiftungsdatum ihrer Vorgängerin. So konnte Isaria am 13. Juli 1871 statt des 27. das 50. Stiftungsfest feiern.

## Ehrungen
- Nobilitierung durch Ludwig I. (Bayern)
- Bayerischer Staatsrat